# Alexander Wladimirowitsch Sacharkin
Alexander Wladimirowitsch Sacharkin (russisch Александр Владимирович Захаркин; * 1. August 1961 in Martjusch, Oblast Swerdlowsk) ist Gründer der unabhängigen Gewerkschaft Profswoboda beim russischen Gas- und Ölkonzern Surgutneftegas. 2008 erhielt er den Radebeuler Couragepreis.

## Die Gewerkschaft
Die von Sacharkin gegründete Gewerkschaft forderte einen Mindestlohn: „Gemäß den internationalen Normen dürfe keine Arbeit mit weniger als drei US-Dollar in der Stunde bezahlt werden“ (Zitat Sacharkin). Dafür hatten Anfang November 2006 vierzig Mitglieder der NBP die Konzernzentrale von Surgutneftegas in Moskau besetzt, und auf einer Kundgebung von Profswoboda waren Vertreter der NBP und der Russischen Kommunistischen Arbeiterpartei (RKRP) aufgetreten.
Gewerkschaftsgründer und Kranführer Alexander Sacharkin wurde von der Unternehmensleitung der Lohn auf das Minimum gekürzt. Daraufhin trat er in einen Hungerstreik. Nach 16 Tagen wurde er aus dem Unternehmen entlassen.

## Erfolg
Ab Januar 2007 wurde der fixe und sichere Anteil des Lohnes von 30 auf 40 Prozent angehoben.
Alexander Sacharkin erhielt am 27. August 2008 den mit 5000 Euro dotierten Radebeuler Couragepreis.